# Leptolalax maurus
Espèce
Statut de conservation UICN

 NT  : Quasi menacé
Leptolalax maurus est une espèce d'amphibiens de la famille des Megophryidae.

## Répartition
Cette espèce est endémique du Sabah en Malaisie orientale. Elle se rencontre à environ 1 850 m d'altitude sur le mont Kinabalu.

## Étymologie
Le nom spécifique maurus vient du grec mauros, de couleur sombre, en référence à la couleur de cette espèce.

## Publication originale
- Inger, Lakim, Biun & Yambun, 1997 : A new species of Leptolalax (Anura; Megophryidae) from Borneo. Asiatic Herpetological Research, vol. 7, p. 48–50 (texte intégral).